# Police Squad!
Police Squad! (även känt som Den nakna polisen i Sverige) är en amerikansk komediserie av David Zucker, Jim Abrahams och Jerry Zucker med Leslie Nielsen i huvudrollen som poliskommissarien Frank Drebin. Serien sändes ursprungligen mellan den 2 mars och 8 juli 1982 på kanalen ABC.
Tre komedifilmer som baseras på TV-serien har producerats; Den nakna pistolen (1988), Den nakna pistolen 2½: Doften av rädsla (1991) och Nakna pistolen 33⅓: Den slutgiltiga förolämpningen (1994).

## Rollista
| Leslie Nielsen | – kriminalpolis Frank Drebin |
| Alan North     | – polischef Ed Hocken        |
| Ed Williams    | – Mr. Olson                  |
| William Duell  | – Johnny                     |
| Peter Lupus    | – Norberg                    |

## Episoder
| Nr | Titel                                                | Regi                                     | Manus                                    | Sändningsdatum |
| -- | ---------------------------------------------------- | ---------------------------------------- | ---------------------------------------- | -------------- |
| 1  | A Substantial Gift (The Broken Promise)              | David Zucker, Jim Abrahams, Jerry Zucker | David Zucker, Jim Abrahams, Jerry Zucker | 4 mars 1982    |
| 2  | Ring of Fear (A Dangerous Assignment)                | Joe Dante                                | David Misch                              | 11 mars 1982   |
| 3  | The Butler Did It (A Bird in the Hand)               | Georg Stanford Brown                     | Deborah Hwang-Marriott, Robert K. Weiss  | 18 mars 1982   |
| 4  | Revenge and Remorse (The Guilty Alibi)               | Paul Krasny                              | Nancy Steen, Neil Thompson               | 25 mars 1982   |
| 5  | Rendezvous at Big Gulch (Terror in the Neighborhood) | Reza Badiyi                              | Pat Proft                                | 1 juli 1982    |
| 6  | Testimony of Evil (Dead Men Don't Laugh)             | Joe Dante                                | Tino Insana, Robert Wuhl                 | 8 juli 1982    |